# وكيل (إحصاء)
في الإحصاءات، الوكيل أو المتغير الوكيل، هو المتغير الذي ربما لا تكون له في حد ذاته أهمية كبيرة، ولكن يمكن من الوصول إلى متغير بفائدة مهمة. فعلى سبيل المثال، غالبا ما تستخدم نسب النظائر في الهياكل العظمية المرجانية لتحديد درجات الحرارة البيئية من الماضي. لكي يكون المتغير وكيلاً مثاليًا، يجب أن يكون له ارتباط وثيق مع متغير الفائدة. قد يكون هذا الارتباط إما إيجابيًا أو سلبيًا.
يجب أن يرتبط المتغير الوكيل بمتغير غير ملحوظ ، ويجب أن يرتبط بالاضطراب، ويجب ألا يرتبط بالمواد الارتجاعية بمجرد التحكم في الاضطراب.